# Molannodes hydorn
Molannodes hydorn is een schietmot uit de familie Molannidae. De soort komt voor in het Oriëntaals gebied.